# إميليا أريس
إميليا أريس (بالإنجليزية: Emilia Ares)‏ هي ممثلة سينمائية وتلفزيونية أرمينية أمريكية ومنتجة وروائية. روايتها الأولى، «الحب والخطايا الأخرى»، هي عمل من قصص الخيال المعاصر للشباب حول ديناميات الأسرة المعقدة، والهجرة، والاعتداء على الأطفال، وآثار الصدمة والحب الأول.

## روابط خارجية
إميليا أريس على موقع IMDb (الإنجليزية)
- إميليا أريس على موقع قاعدة بيانات الفيلم (الإنجليزية)